# Pont Anne-de-Bretagne
Le pont Anne-de-Bretagne est un pont à deux piles enjambant le bras de la Madeleine, bras de Loire séparant le centre-ville de Nantes de l'île de Nantes.

## Situation
Pont urbain le plus en aval de la ville de Nantes, il relie le quai de la Fosse, sur la rive droite, au boulevard Léon-Bureau sur l'île de Nantes.
Il se situe à l'emplacement autrefois occupé par le pont transbordeur de Nantes.
Au pied du pont, le long du quai de la Fosse a été installé à l'été 2009 un nouveau ponton d'une cinquantaine de mètres destiné à accueillir les bateaux de plaisance. À ce nouveau ponton s'ajoute la plate-forme d'accostage du trois-mâts barque nantais Belem, qui auparavant accostait en aval.
En amont, sur sa rive droite, a été inauguré en 2012, le Mémorial de l'abolition de l'esclavage.

## Circulation
Le pont Anne-de-Bretagne dispose de deux voies destinées aux véhicules ainsi que de deux larges pistes cyclables et de deux trottoirs. Il est un élément essentiel dans le schéma des déplacements entre le nord et le sud de la ville. Il permet de relier le centre-ville à l'ouest de l'Île de Nantes, où émergent de nouveaux quartiers et de nouvelles activités culturelles (parc des Chantiers, Machines de l'île, Hangar à bananes, quartier de la Création…).

## Rénovation et agrandissement
Le pont Anne de Bretagne accueillera d'ici 2027 les futures lignes du tramway 6 et 7 (l'option Busway a été abandonnée).
Dans le cadre d'une amélioration des franchissements de la Loire à cet endroit, plusieurs scénarios ont été envisagés tel que le doublement du pont afin d'accueillir les futures lignes de tramway, ainsi que la construction d'un pont transbordeur conçu par l'architecte Paul Poirier et l’ingénieur Michel Virlogeux en aval de celui-ci.
Cependant, en décembre 2017, les premières réflexions semblent envisager la construction d'un ouvrage deux fois plus large et entièrement plane en remplacement du pont actuel, une sorte d'esplanade posée sur le fleuve permettant la circulation en parallèle des tramways, des voitures, des vélos et des piétons, à l'instar du projet de pont Simone-Veil à Bordeaux. Les piliers de l'ancien pont pourrait cependant être réutilisés pour supporter la nouvelle structure,. Des travaux ont débuté le 11 mars 2024. La livraison du pont est prévue pour 2027.Une fois achevé, il mesurera environ 50 mètres de large,soit le triple de sa taille actuelle. Le coût estimé de l’opération s’élève à 60 millions d’euros.
Le chantier s’inscrit dans une démarche sobre et responsable. Le réemploi de la structure actuelle permet d’éviter la démolition de 4 800 tonnes de béton, ce qui représente une économie d’environ 6 000 tonnes équivalent CO₂ par rapport à une reconstruction complète. Le projet privilégie aussi des matériaux biosourcés, locaux et à faible impact carbone, comme le bois. De plus 75 % de la surface totale sera dédié aux déplacements décarbonés. Le pont comportera 2 bande de 4 et 2,5 mètres de large pour les cyclistes, et deux bandes de 14 et 9,4 mètres pour les piétons. Et 20 % de la surface totale sera consacré aux espaces verts, dont un large corridor écologique qui sera situé entre les deux rives, en partant des berges de l’île de Nantes jusqu'au aux futurs jardins maritimes du quai de la Fosse.
Une fois fini, ce sera le pont le plus large d’Europe et fera la largeur d'un terrain de football.

### Chronologie[9]
- En avril, des tubes métalliques ont été installés pour faciliter la mise en place des pieux permettant les appuis du nouveau pont.
- Fin 2025, la structure de 2 000 tonnes arrivera par la Loire.
- Jusqu’en septembre 2026 aura lieu un réarrangement des espaces publics
- Jusqu'à juin 2027, le tablier du pont existant sera abaissé

- Fin 2027, le nouveau pont sera mise en service.